# Entrefilet
Entrefilet (z franc. entre – mezi a filet – tenká čára, nitka tedy něco jako mezičárník) je krátký článek v novinách, od zbytku textu oddělený z obou stran čarou, podobný například fejetonu či rozhlásku. Jeho cílem je upoutat pozornost a autor se pod něj většinou nepodepisuje.
Objevovat se začal v 19. stol. jako prostý mezičlánek obsahující většinou úřední sdělení vlády, až později se stal publicistickou stylisticky přitažlivou poznámkou, která se beletristickým podáním blíží prozaickým uměleckým útvarům, s častým charakterem glosy či komentáře a hodnotícím prvkem.